# Seweryna Szmaglewska
Seweryna Szmaglewska (Przygłów, 11 de fevereiro de 1916 – Varsóvia,  7 de julho de 1992) foi uma escritora polonesa, sobrevivente do Holocausto, na Segunda Guerra Mundial. Seu livro auto-biográfico, Smoke over Birkenau (1945), foi usado como prova de acusação durante os Julgamentos de Nuremberg.

## Biografia
Seweryna nasceu na vila de Przyglów, perto de Piotrków Trybunalski, em 1916. Era de família clerical. Seu pai Antoni Szmaglewska, era secretário da comuna. Estudou na escola de sua vila e depois em Varsóvia concluiu os estudos, onde se formou em enfermagem. Com o início da guerra, trabalhou como socorrista no Hospital da Santíssima Trindade em Piotrków Trybunalski e, secretamente, começou a dar aulas a crianças judias. Em 1940, juntou-se a um movimento de resistência que mantinha uma biblioteca secreta com literatura polonesa.

## Prisão
Em 1942, aos 26 anos, Seweryna foi presa pela Gestapo e depois de um tempo detida em Radom, foi enviada para o campo de concentração de Auschwitz junto de outras 47 mulheres. Seu número de registro no campo era 22090 e no campo foi obrigada a realizar trabalhos forçados, tendo ficado doente várias vezes pela subnutrição e a exaustão.
Em janeiro de 1945, sabendo que seriam enviados para a morte em um transporte de prisioneiros para o campo de Gross-Rosen, ela decidiu escapar junto de outros prisioneiros. Eles rastejaram pela neve, escapando dos tiros dos soldados, se escondendo no bosque. Seweryna e os companheiros chegaram à uma vila próxima, onde se esconderam em um celeiro de feno e de lá seguiram para Varsóvia.
Logo em seguida à sua fuga, Seweryna começou a escrever suas memórias. Em 1946, ela se casou com Witold Wiśniewski, com quem teve dois filhos. Seus escritos sobre o que vivenciou em Auschwitz-Birkenau estavam nas mãos de advogados que se preparavam para os julgamentos de Nuremberg. Seweryna chegou a testemunhar para a acusação. Seweryna é a única polonesa que testemunhou no julgamento de Nuremberg.
Com o fim dos julgamentos, ingressou no curso de sociologia da Universidade Jaguelônica, em Cracóvia e se mudou para Łódź em seguida. Algum tempo depois, voltou para Varsóvia. Em 1953 recebeu a Cruz de Ouro do Mérito, em 1960 a Cruz da Ordem da Polônia Restituta, em 1978 recebeu a Ordem da Bandeira do Trabalho e em 1973 recebeu uma condecoração do Ministro da Cultura e Arte da Polônia por sua obra literária, bem como o Prêmio Especial da Sede do ZHP pelo romance New Footprint of Black Feet, em 1979.

## Morte
Seweryna morreu em 7 de julho de 1992, em Varsóvia aos 76 anos. Ela foi sepultada no Cemitério Judeu de Bródno.

## Obras
- Smoke over Birkenau (1945)
- Innocents of Nuremberg (1975)
- New Footprint of Black Feet (1979)